# Cool Me Down
Cool Me Down ist ein Lied der polnischen Sängerin Margaret.

## Produktion
Cool Me Down wurde von den schwedischen Songwritern Robert Uhlmann, Arash, Alex Papaconstantinou, Anderz Wrethov, Viktor Svensson und Linnea Deb, die auch am Lied Heroes von Måns Zelmerlöw beteiligt war, geschrieben. Die Produzenten des Liedes sind Alex Papaconstantinou und Viktor Svensson.
Die Single wurde inklusive eines Lyric-Videos am 19. Februar 2016 veröffentlicht.

## Eurovision Song Contest 2016
Mit Cool Me Down nahm die Sängerin Margaret an Krajowe Eliminacje 2016, dem polnischen Vorentscheid für den Eurovision Song Contest 2016, teil. Sie belegte hinter Michał Szpak („Color of Your Life“) und vor Edyta Górniak mit 24,72 % aller abgegebenen Stimmen den zweiten Platz.

## Kommerzieller Erfolg

### Chartplatzierungen
In den offiziellen Airplay-Charts Polens stieg das Lied auf Platz 23 ein.
| ChartsChartplatzierungen | Höchstplatzierung | Wochen |
| ------------------------ | ----------------- | ------ |
| Polen (ZPAV)             | 4 (19 Wo.)        | 19     |

### Auszeichnungen für Musikverkäufe
| Land/Region     | Auszeichnungen für Musikverkäufe (Land/Region, Auszeichnung, Verkäufe) | Verkäufe |
| --------------- | ---------------------------------------------------------------------- | -------- |
| Polen (ZPAV)    | 2× Platin                                                              | 40.000   |
| Schweden (IFPI) | Gold                                                                   | 20.000   |
| Insgesamt       | 1× Gold · 2× Platin ·                                                  | 40.000   |